# Stegana unidentata
Stegana unidentata är en tvåvingeart som beskrevs av Hajimu Takada 1968. Stegana unidentata ingår i släktet Stegana och familjen daggflugor. Inga underarter finns listade i Catalogue of Life.